# 烏撒的貓
《烏撒的貓》是美國幻想小說作家H·P·洛夫克拉夫特於1920年6月寫的一篇短篇小說。故事中，敘述者講述了一則關於烏撒鎮如何頒布一項禁止殺貓的法律的故事。在過去，這座城市裡住著一對老夫妻，他們喜歡抓捕並殺害鎮上居民的貓。當一隊流浪者的隊伍路過這座城市時，與隊伍同行的孤兒（美尼斯）的小貓消失了。在得知老夫妻對貓的暴行後，美尼斯在離開鎮前祈禱，導致當地的貓群湧向老夫妻的房子並將他們吞噬。目睹了這一結果後，當地的政府通過了禁止殺貓的法律。
受到鄧薩尼勳爵的影響，這個故事是洛夫克拉夫特本人的最愛，自從他去世以來一直很受歡迎。被認為是洛夫克拉夫特早期最好的短篇小說之一，《烏撒的貓》的一些方面在作者的作品《外神》和《夢尋秘境卡達斯》中再次被引用。它於1920年11月首次發表在文學期刊《Tryout》上，現在已進入公有領域。

## 情節
一位不具名的敘述者，在凝視著他的寵物貓時，開始回憶起烏撒小鎮禁止殺貓的法律，並講述了這個法律是如何形成的故事。故事始於一對老佃農夫婦，他們喜歡捕捉並殘忍地殺害那些踏入他們家的貓。小鎮的人們害怕這對夫婦，不敢反對這些行為，因此他們將精力集中在防止自家貓接近小地主家上。一天晚上，一隊來自遠方的遊牧民族的商隊抵達並經過了村莊。
他們帶著一個名叫美尼斯的孤兒，他因為一場瘟疫失去了家人，只有一隻小小的黑貓陪伴著他。在逗留的第三天找不到他的小貓後，美尼斯聽到了關於老佃農和他的妻子的故事，決定採取行動。
美尼斯在釋放祈禱之前花了一些時間冥想，這祈禱影響了天空中雲的形狀和運動方向，影響了烏撒所有的貓。當晚，商隊離開了烏爾塔，不久之後，鎮上的人們才注意到所有的貓都失蹤了。鎮上的人懷疑是老夫婦和商對造成的，但旅店老板的兒子阿塔爾目睹了貓圍繞著老夫婦家的情景。
第二天早上，貓們已經回到了主人身邊，吃飽喝足，但老夫婦卻消失了。當鎮上的人們搜索他們被遺棄的房子時，他們發現裡面除了兩具被啃得乾乾淨淨的骨骸外什麼都沒有。地方的鎮長在審查了證據和鎮上人民的故事後，決定通過一項法律，也就是禁止在烏爾塔殺貓。

## 寫作背景

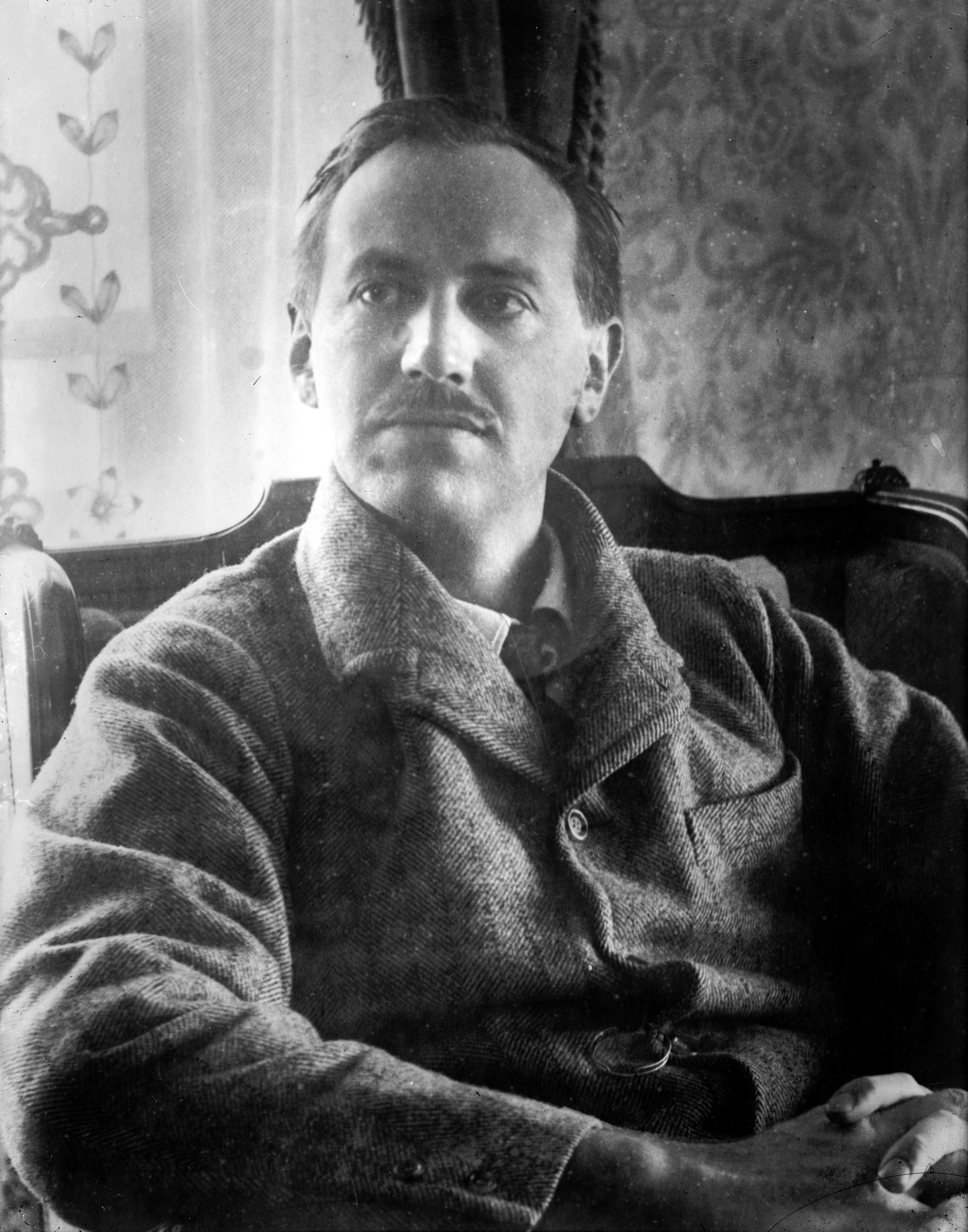
愛德華·約翰·莫頓·德拉克斯·普倫基特，鄧薩尼勳爵，被認為對這個故事以及洛夫克拉夫特其他作品有很大的影響。

洛夫克拉夫特在1920年5月向他的朋友萊因哈特·克萊納描述了這個情節，並於1920年6月15日創作了《烏撒的貓》，這是他完成上一個故事《可怕的老人》五個月後的作品
。在作者的早期時期構思的時候，洛夫克拉夫特受到了作家愛德華·約翰·莫頓·德拉克斯·普倫基特，鄧薩尼勳爵的影響，並試圖模仿他的風格。愛克拉夫特借用的文學方面包括敦斯尼爵士的「復仇主題」和「沉重的語調」。
鄧薩尼的影響在文本表面也是顯而易見的：與《烏撒的貓》中描繪類似旅行者的人物，同樣出現在鄧薩尼早期的故事《雅恩的閒暇日子》中。
洛夫克拉夫特筆下的角色美尼斯的名字與古埃及城市美尼斯的半神半人創建者同名。而古埃及人是貓的愛好者，將殺害或出口貓視為犯罪行為。
在《烏爾薩之貓》之前，洛夫克拉夫特以鄧薩尼勳爵的風格寫了幾個故事，包括《{白船》、《道路》、《降臨在鹿野苑的災難》、《可怕的老人》和《樹》。他接下來的鄧薩尼風格小說《塞勒菲斯》被洛夫克拉夫特學者S. T. 喬希認為是「他最好且最重要的作品之一」。
《烏撒的貓》於1920年11月首次發表於文學期刊《Tryout》上，後來於1926年和1933年在《詭麗幻譚》上發表，同時於1935年12月以42本的私人再版形式出版。

## 後世評價
《烏撒的貓》是洛夫克拉夫特的個人最愛的作品，其中一個原因是他非常熱愛貓咪。 當代許多評論家以及洛夫克拉夫特本人，都認為這個故事是他所有鄧薩尼風格作品中最佳的作品之一。
其他評論家指出，這個故事是洛夫克拉夫特最著名的故事之一，符合鄧薩尼和他專屬的「怪異奇幻」風格。
文學評論家達雷爾·史懷哲則評論說，《烏撒的貓》僅在「情緒和處理」上類似鄧薩尼，同時「在任何鄧薩尼的故事中都沒有明顯的相似之處」。 史懷哲將文筆描述為「克制的」，並指出，與洛夫克拉夫特不同，鄧薩尼更喜歡狗，並不太可能寫出如此富含情感的致敬。洛夫克拉夫特學者S. T. 喬希則持不同意見，他認為「這個故事比他其他的鄧薩尼風格的幻想故事更多地借鑑了鄧薩尼的作品」。
在洛夫克拉夫特的作品《外神》中，烏撒的貓圍繞敵人小屋的旅館老板兒子阿塔爾。該故事於1921年8月創作，並於1933年11月首次發表。阿塔爾後來成為巴賽智者的學徒，並與他一起出行尋找故事中所提到的外神 。巴賽甚至提到了烏撒禁止殺貓的法律，進一步鞏固了這個關聯。阿塔爾還在長篇《夢尋秘境卡達斯》中以祭司的身份出現，該作品於1927年創作，但直到1943年才發表。在故事中，主人公蘭多夫·卡特在《烏撒的貓》事件發生300年後造訪這座城市時，當地仍然有大量的貓。後來，卡特能夠召喚烏撒的貓來幫助他。 在洛夫克拉夫特於1923年的作品《牆中之鼠》中，貓被用於學者凱瑟琳·M·羅傑斯所認為的「更原創的方式」。。在這裡，與洛夫克拉夫特後期其他作品一樣，貓代表著對恐怖的吸引力，而不像人類主角那樣，「從不追求恐怖到讓自己變得可怕的地步」。。《烏撒的貓》的文本，像洛夫克拉夫特的許多作品一樣，已經進入了公有領域，可以在作者作品的幾個彙編以及互聯網上找到。

## 外部連結
- The Cats of Ulthar (Full Text) （页面存档备份，存于）
- LibriVox中的公有领域有声书《The Cats of Ulthar》
- 列在網路推理小說資料庫中的《烏撒的貓》